# Anna Fleischhauer
Anna Fleischhauer (* 16. April 1987) ist eine deutsche Journalistin.

## Werdegang
Anna Fleischhauer wuchs mit ihrer Zwillingsschwester Marie, die ebenfalls Journalistin ist und mit der sie in der Ratiopharm-Werbung auftrat, in Neuss auf. 2006 schloss sie das Gymnasium Norf in Neuss mit dem Abitur ab. Anschließend studierte sie bis 2009 Kommunikationswissenschaften und Psychologie an der Rheinische Friedrich-Wilhelms-Universität Bonn. 2010 und 2011 war sie bei NRWision tätig. Von 2010 bis 2012 folgte ein Masterstudium Sport, Medien und Kommunikationsforschung an der Deutschen Sporthochschule Köln. Zwischen 2013 und 2015 machte sie ein Volontariat an der RTL Journalistenschule für TV und Multimedia. Dabei war sie auch beim ZDF in London und beim WDR in Bonn tätig. Seither arbeitet Fleischhauer als freiberufliche Journalistin für RTL Sport, WDR, DFL und DTM. Zwischen 2015 und 2020 berichtete sie für RTL von der Formel 1 Rennstrecke. Von 2017 bis 2021 moderierte sie die WDR Lokalzeit Ruhr. Seit 2021 ist sie Moderatorin bei RTL aktuell am Nachmittag und berichtet vom Sport um 18:45 Uhr.